# Ду (департамент)
Ду (фр. Doubs) — департамент на востоке Франции, названный по имени реки Ду, один из департаментов региона Бургундия — Франш-Конте. Порядковый номер — 25. Административный центр департамента и префектура всего региона — город Безансон. Население — 542 509 человек (50-е место среди департаментов, данные 2010 года).

## География
Площадь территории — 5234 км². Рельеф местности определяется близостью горной системы Юра.
Департамент включает 3 округа, 35 кантонов и 594 коммуны.

## История
Ду — один из первых 83 департаментов, образованных во время Великой французской революции в марте 1790 г. Возник на территории бывшей провинции Франш-Конте.
В античные времена территория Ду с центром в Везонтионе (лат. Vesontio) была населена секванами, кельтским племенем восточной Галлии, и вплоть до V века находилась под владычеством римлян. По легенде христианство пришло в этот регион благодаря евангельским проповедям святого Ферреоля и его брата, священника, святого Ферьюса, основавших христианскую общину Безансона. Они были убиты в 212 году.

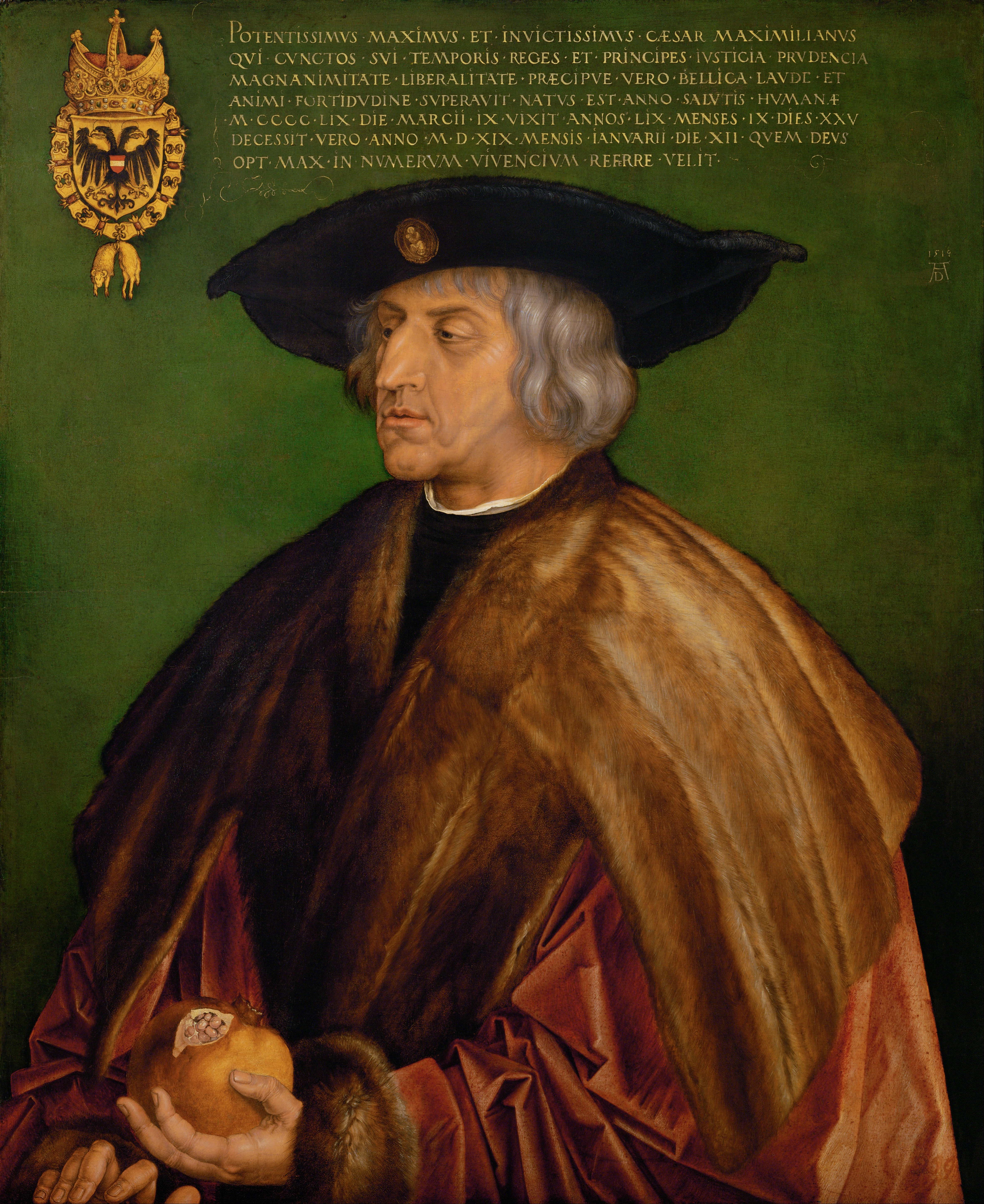
Император Священной Римской империи Максимилиан I получил провинцию в результате женитьбы в 1477 году

После вторжения бургундов эта область была присоединена к Арльскому королевству и здесь началось установление феодального общества. В XI веке по воле императора на этих землях было образовано графство Бургундия. Затем в XIV веке графство было присоединено к Франции вследствие брака короля Филиппа V и пфальцграфини Бургундской Жанны I. Таким образом, эта территория, имея в определённый период общую историю с герцогством Бургундией, сохраняла некоторый уровень своей автономности.
Далее, вследствие брака Марии Бургундской, наследницы Карла Смелого, с императором Священной Римской империи Максимилианом I, эта территория перешла в 1477 году в руки австрийского дома, несмотря на военное вмешательство короля Франции Людовика XI.
В XVI веке после Реформации территория департамента Ду оказалась под влиянием протестантов, несмотря на твёрдое укоренение католицизма. В ходе религиозных войн территория была разорена, и опустошение повторилось уже во время Тридцатилетней войны. В 1678 году графство было окончательно присоединено к французскому королевству после подписания Нимвегенских мирных договоров с Испанией. После этого в регионе наступила эпоха бурного экономического развития, благодаря своей относительной автономии.
Департамент Ду был образован 04 марта 1790 года в составе провинции Франш-Конте во время Великой французской революции, в соответствии с Законом от 22 декабря 1789 года. В 1793 году в состав департамента была введена прежде независимая республика Мандер, а в 1816 году — княжество Монбельяр (которое прежде было частью образованных Наполеоном департаментов Мон-Террибль и Верхний Рейн).
В 1800 году по решению Консулата в департаменте был учреждён Генеральный совет и должность префекта, а спустя 48 лет — введено всеобщее избирательное право для мужчин. В годы Второй республики было разрешено в каждом кантоне избирать своего члена совета.
По условиям Парижского мирного договора в 1814 году коммуна Сернё-Пекиньо перешла в состав швейцарского кантона Невшатель. После победы войск седьмой антинаполеоновской коалиции в битве при Ватерлоо (18 июня 1815 года) на землях департамента были размещены армии австрийцев и швейцарцев, где они находились вплоть до ноября 1818 года.
Во время Второй мировой войны партизанские отряды, действовавшие около коммуны Ломон, сыграли важную роль в Движении Сопротивления.

## Туризм

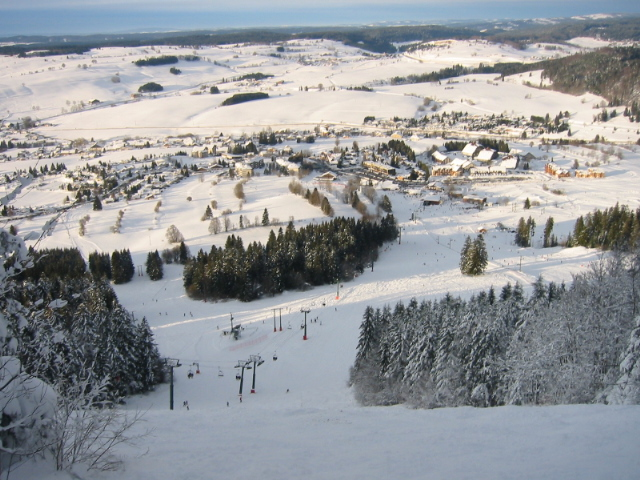
Метабьеф, горнолыжная база в Ду

Туризм в департаменте Ду имеет преимущественно семейный характер. Для туристов организовано несколько спортивных центров отдыха, в числе которых база отдыха возле коммуны Мальбюиссон на берегу озера Сен-Пуэн, где можно заняться маунтинбайком, беговыми лыжами, верховой ездой, сплавом на каяках, рыбалкой... Помимо прочего, карстовая структура местности департамента даёт возможность заниматься спелеологией.
Горы покрываются снегом с конца декабря до середины марта. Единственный крупный горнолыжный центр расположен возле коммуны Метабьеф, хотя многие сельские коммуны имеют собственную инфраструктуру в виде небольших семейных горнолыжных подъёмников.
Доходы от туристической деятельности составляют почти 40 % доходов департамента Ду, и всего лишь 1 % от общего дохода от туризма во Франции. В сфере туризма департамента имеется более 15 000 рабочих мест.
Региональный совет, для выполнения поставленной задачи развития туризма в Ду, разработал в 2003—2006 годах Стратегию развития туризма. Ключевым элементом этой стратегии стало формирование туристического центра на участке долины Верхнего Ду вокруг озера Сен-Пуэн и коммуны Мальбюиссон, а также горнолыжной базы возле Метабьеф.

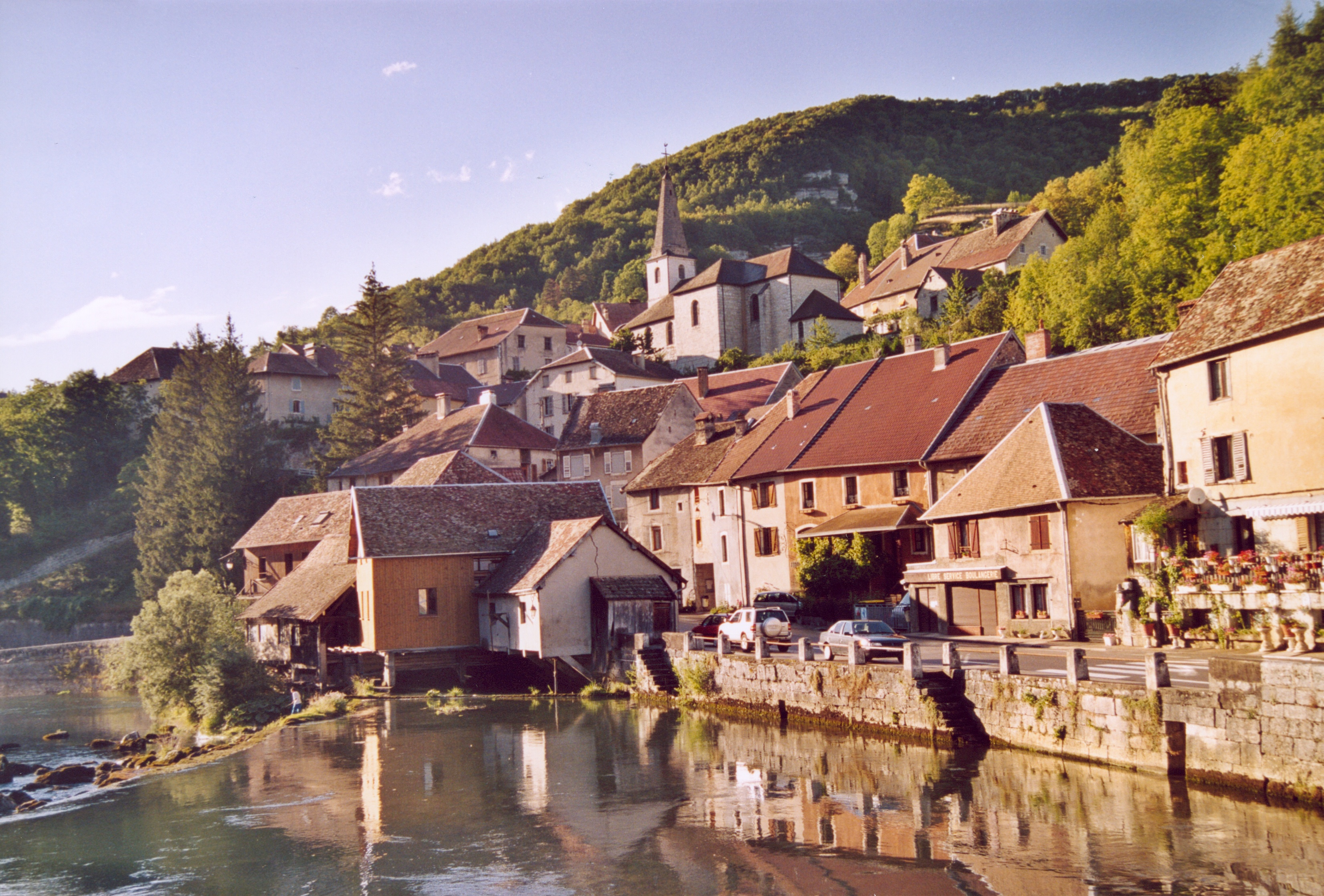
Ло, одна из самых красивых деревень Франции

Также в департаменте Ду находится множество достопримечательностей, наиболее заметными из которых являются Крепость Безансона, Королевская солеварня Арк-э-Сенан, Замок Жу, деревенька Ло, Замок Монбельяр и другие. Познавательный туризм в департаменте Ду ориентирован на народные ремёсла, связанные с изготовлением часов, а также на исторические достопримечательности.
Любителям природного туризма департамент предлагает множество вариантов организации отдыха:
- Реки и озёра

Отметим, в частности, долину двух озёр – Сен-Пуэн и Реморе – с многочисленными пляжами.
- Пещеры

Среди множества пещер некоторые специально обустроены для посещения туристами, к примеру. Пропасть Пудрей, Ледяная пещера и Пещера Оссель.
- Природные территории

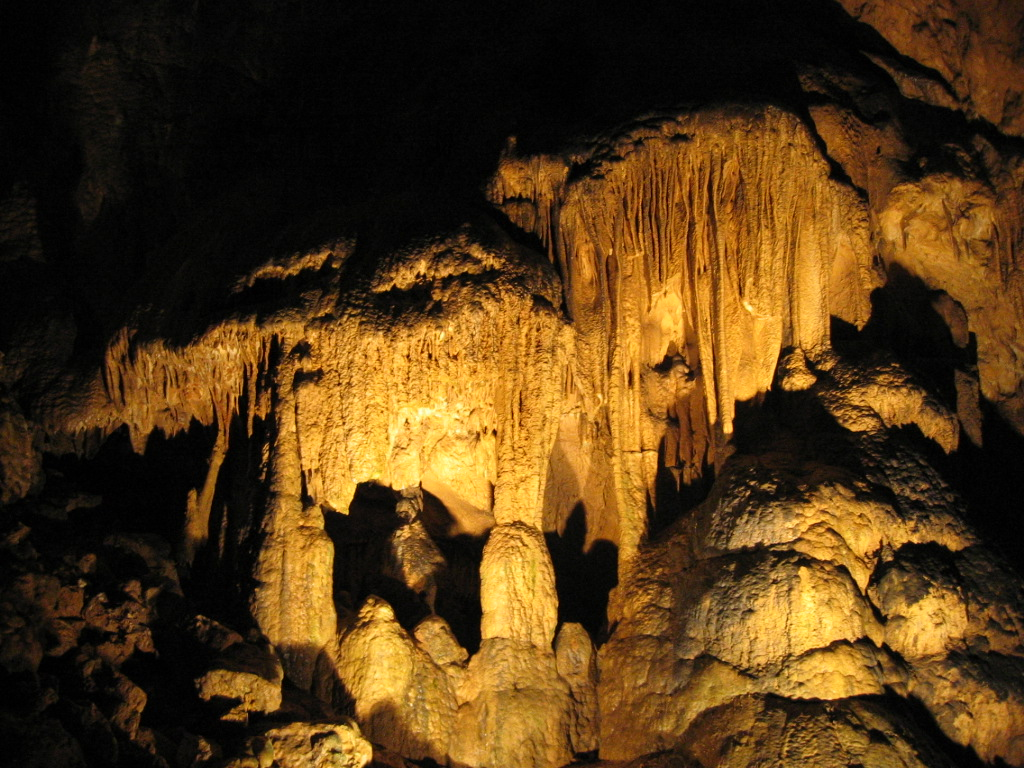
Пещера Оссель

Самыми интересными местами являются природный заповедник вокруг озера Реморе и водопады Ду.
В Верхнем Ду также имеется множество замечательных природных объектов, среди которых вершина Мон д'Ор и верховья реки Лу.
По информации, представленной на сайте Регионального совета, в департаменте Ду представлены:
- 1150 км лыжных трасс
- 60 км горнолыжных трасс
- 2300 км маршрутов для небольших пеших прогулок
- 850 км маршрутов для многодневных походов
- 1600 км маршрутов для маунтинбайка
- 50 музеев и постоянных выставочных экспозиций
- 13 шато и памятников
- 3 пещеры
- 25 примечательных церквей

## Гастрономия
Гастрономия в департаменте Ду занимает важное место, в частности благодаря долгим традициям изготовления молочных продуктов. В департаменте производится известный сыр Конте и имеется возможность посетить подвалы, где созревает этот сыр. К региональным гастрономическим особенностям также можно отнести вяленую свинину, которая производится в коммуне Морто.